# Itzehoe Eagles
El Itzehoe Eagles es un equipo de baloncesto alemán con sede en la ciudad de Itzehoe, que compite en la ProB, la tercera división de su país. Disputa sus partidos en el Sportzentrum Am Lehmwohld, con capacidad para 714 espectadores.

## Historia
El equipo nació de la fusión del MTV Itzehoe, que competía en la Regionalliga, con el Gut Heil ETSV Itzehoe, en el año 2015. Además, esa temporada ocupó la plaza del UBC Hannover en la ProB, que renunció al ascenso.

## Trayectoria
| Temporada | Nivel | Liga         | Pos. | Resultado        |
| --------- | ----- | ------------ | ---- | ---------------- |
| 2006-07   | 4     | Regionalliga | 7º   |                  |
| 2007-08   | 4     | Regionalliga | 7º   |                  |
| 2008-09   | 4     | Regionalliga | 8º   |                  |
| 2009-10   | 4     | Regionalliga | 3º   |                  |
| 2010-11   | 4     | Regionalliga | 4º   |                  |
| 2011-12   | 4     | Regionalliga | 2º   |                  |
| 2012-13   | 4     | Regionalliga | 8º   |                  |
| 2013-14   | 4     | Regionalliga | 2º   | Ascenso          |
| 2014-15   | 3     | ProB         | 11º  |                  |
| 2015-16   | 3     | ProB         | 7º   | Octavos de final |
| 2016-17   | 3     | ProB         | 9º   |                  |
| 2017-18   | 3     | ProB         | 8º   | Octavos de final |